# ケイトリン・ダラニー
ケイトリン・ダラニー（Caitlin Dulany）は、アメリカ合衆国の女優。

## 出演作品
- オールド・ボーイ
- プロジェクト X
- クリミナル・マインド６　ＦＢＩ行動分析課
- 女捜査官グレイス　～天使の保護観察中 シーズン3
- キャッスル　～ミステリー作家は事件がお好き シーズン1
- イレブンス・アワー
- ゴースト　～天国からのささやき シーズン4
- 女捜査官グレイス　～天使の保護観察中 シーズン2
- ＥＲ IV　緊急救命室 第4シーズン
  - 第2話 「新しいこと」
  - 第3話 「友の争い」
- ＥＲ III　緊急救命室 第3シーズン 
  - 第14話 「チャンス到来」
  - 第16話 「信念」
- LAW & ORDER　ロー＆オーダー シーズン4
- クラス・オブ・１９９９-II
- パニック・イン・ザ・ビルディング
- マニアックコップ３／復讐の炎